# Aser
Pour les articles homonymes, voir Asher (homonymie).
Aser[réf. nécessaire] ou Asher (Hébreu: אָשֵׁר, Standard Ašer, Tibérien ʾĀšēr) est, selon l'Ancien Testament, le huitième fils de Jacob. Sa mère, Zilpa, est la servante de Léa, la première épouse de Jacob. Son nom signifie « bonheur » car Léa dit : « Il est né pour mon bonheur ».
Asher est à l'origine de l'une des douze tribus d'Israël errant dans le désert du Sinaï après la sortie d'Égypte. Selon les apocryphes Testaments des douze patriarches, Asher fait son testament âgé de 120 ans et meurt.
Asher est aussi le masculin d'Ashera[réf. nécessaire].

## Récit biblique

Carte des douze tribus d'Israël selon les données géographiques mentionnées dans le Livre de Josué.

### Aser et son demi-frère Joseph
Joseph rapporte à son père Jacob la mauvaise réputation de Dan et Nephtali (fils de Bilha) et de Gad et Aser (fils de Zilpa). C'est ainsi que Joseph dit à son père Jacob que Dan, Nephtali, Gad et Aser dévorent les meilleures bêtes du troupeau. En réalité Joseph les a vus manger un agneau agonisant retiré de la bouche d'un ours tué par Gad.
Un jour Jacob envoie son fils Joseph rejoindre ses frères qui font paître son petit bétail. Les frères de Joseph complotent pour le tuer et Siméon et Gad s'apprêtent à le tuer. Joseph se met alors derrière Zabulon et les supplie de ne pas le tuer. Ruben intervient et leur dit de ne pas le tuer mais de le jeter dans un puits, son intention étant de l'en retirer plus tard. Finalement Joseph est dévêtu de sa tunique et jeté dans un puits sans eau où il reste affamé pendant trois jours et trois nuits. Juda surveille le puits asséché pendant deux jours et deux nuits craignant que Siméon et Gad ne tuent Joseph. Zabulon est ensuite chargé de surveiller ce puits jusqu'à la vente de Joseph.
Juda propose de vendre Joseph à une caravane d'Ismaélites se rendant en Égypte. Des Madianites retirent Joseph du puits sans eau et il est vendu pour vingt pièces d'argent. Avant d'être vendu, Joseph est revêtu d'un vieux vêtement d'esclave. En réalité, Gad et Juda le vendent pour trente pièces d'or, en cachent dix et en montrent vingt à leurs frères. Siméon, Gad et six de leurs frères achètent des  sandales. Ruben, parti chercher du nécessaire stocké à Dotham, n'est pas au courant de cette transaction et retourne au puits sans eau mais ne retrouve pas Joseph.
La tunique de Joseph est trempée dans le sang d'un bouc égorgé par Dan et portée à leur père Jacob par Nephtali. Jacob pense que son fils Joseph est mort dévoré par une bête sauvage et se montre inconsolable.

### Aser en Égypte
À la suite d'une famine les fils de Jacob, dont Aser et sauf Benjamin, font un premier voyage pour acheter du blé en Égypte et sont mis en prison pendant trois jours. Ils sont libérés mais Joseph retient prisonnier Siméon et leur donne finalement du blé à emporter. Joseph exige qu'ils fassent venir à lui Benjamin pour libérer Siméon.
La famine continuant les fils de Jacob, dont Aser et Benjamin le plus jeune fils, font un deuxième voyage pour acheter du blé en Égypte. Siméon est libéré puis Joseph se fait reconnaître à ses frères qui retournent en Canaan avec de nombreux présents. Les fils de Jacob donnent une harpe à Serah et jouant de cet instrument elle chante afin que Jacob comprenne que son fils Joseph est toujours vivant.
Jacob et toute sa descendance, dont Aser et sa fille Serah, s'installent en Égypte.
Yimna, Yishva, Yishvi et Beria sont les quatre fils d'Aser qui partent avec leur sœur Serah, leur père Aser et leur grand-père Jacob pour s'installer en Égypte au pays de Goshen dans le delta du Nil.
Avant de mourir Jacob prédit pour son fils: « D'Aser viendra un pain excellent. Il fournira les mets délicats des rois. ».

### Aser et Zébulon
Aser se voit attribué la côte phénicienne et les montagnes qui longent la mer au nord d'Acre. Zébulon reçoit la vallée de Jezreel et rejoint la mer par la rivière Kishon. L'épopée cananéenne au Bronze ancien est prospère notamment grâce au partenariat maritime entre ces deux frères. Le commerce s'établit avec de solides voiliers entre le pays de Goshen, dans le delta du Nil, Tell Abou Hawam sur le Kishon jusqu'à Sidon et Byblos.

### Aser et sa descendante la prophétesse Anne
Dans le Nouveau Testament, il en est fait mention lorsque Joseph et Marie viennent accomplir au temple la cérémonie de purification : il est indiqué de la prophétesse Anne qu'elle est de la tribu d'Aser.

## Dans la littérature
Les bois d'Aser sont le lieu d'où vient l'amant, dans Le cantique de Bethphagé de Victor Hugo : « L'ombre des bois d'Aser est toute parfumée », « L'oiseau semble, aux bois d'Aser, une âme dans les ramées ».